# Comarca de Chantada
La comarca de Chantada és una comarca de Galícia situada al sud-oest de la província de Lugo, al límit amb les províncies d'Ourense i Pontevedra. Pren el seu nom de la capital de comarca, Chantada.

## Geografia
La comarca de Chantada es troba al centre de Galícia. Limita amb les comarques d'A Ulloa i Lugo al nord, O Deza i O Carballiño a l'oest, l'Ourense al sud i la Terra de Lemos a l'est.

## Municipis
En formen part tres municipis:
- Carballedo
- Chantada
- Taboada.